# Piéride de Fuerteventura
Euchloe belemia hesperidum, Euchloe hesperidum
Sous-espèce
La Piéride de Fuerteventura (Euchloe belemia hesperidum) est une sous-espèce de lépidoptères (papillons) endémique des Canaries, de la famille des Pieridae, dans la sous-famille des Pierinae et du genre Euchloe. Ce taxon est considéré comme étant une sous-espèce de Euchloe belemia, mais il est également parfois considéré comme étant une espèce à part entière, Euchloe hesperidum,.

## Taxonomie
Selon les bases de données du GBIF et de Fauna Europaea, le taxon Euchloe hesperidum est bien valide,. Celui-ci a été décrit en 1913 par Lionel Walter Rothschild,, (1868-1937).
Cependant, le statut de sous-espèce est préféré car les individus de ce taxon n'ont pas une distance phylogénétique suffisante pour être considéré comme une espère à part entière. Cependant, l'étude de leur ADN mitochondrial confirme bien le statut de sous-espèce.

## Description
Ces individus sont légèrement plus petits que les homologues Euchloe belemia du continent, mais ils ne s'en distingue que par analyses génétique. Cependant, elle est la seule sous-espèce présente sur l'île de Fuerteventura, dont elle est endémique.

## Biologie
Ce papillon se retrouve dans les prairies de l'île de Fuerteventura,,.
Les papillons émergent en janvier et jusqu'en avril .

## Distribution
Euchloe belemia hesperidum est endémique de l'île de Fuerteventura, dans les Canaries en Espagne,.